# Žabnica (Brezovica)
Žabnica (Duits: Froschau in der Krain) is een plaats in Slovenië en maakt deel uit van de gemeente Brezovica in de NUTS-3-regio Osrednjeslovenska. De plaats telde 397 inwoners op 1 januari 2020.